# Lago Todos los Santos
Il Todos los Santos (in italiano Tutti i Santi), è un lago cileno che si trova sulla Regione dei Laghi, vicino al confine con l'Argentina, nel Parco Nazionale Vicente Pérez Rosales, il più antico del paese. 
Il lago è circondato da tre vulcani: l'Osorno, che lo separa del Lago Llanquihue, il Puntiagudo e il Monte Tronador. Le sue acque sono di colore smeraldo, ed è fiancheggiata da foreste di coigüe (Nothofagus nitida), ulmo (Eucryphia cordifolia) e olivillo (Aextoxicon punctatum). Si estende su una superficie di 17500 ettari e si trova ad una altezza di 187 metri sopra il livello del mare.
È stato scoperto e battezzato con il nome attuale il 1º novembre 1670 da dei missionari gesuiti, il giorno dedicato a tutti i Santi. I padri uscivano dalla loro sede di Castro, Chiloé, alla ricerca di un passo tra le montagne che li conducesse alle pampas per istituire una missione tra i Tehuelche e trovare la mitica città dei Cesari (Ciudad de los Césares) conosciuta anche con il nome di "Città incantata della Patagonia". Questi attraversamenti continuarono fino al 1718, quando abbandonarono la missione Nahuel Huapi, a causa dell'assassinio di alcuni missionari.
Il lago è stato dimenticato fino al 1848, quando John Renus scalò il vulcano Osorno e lo vide di nuovo.